# 伊萬基夫齊 (舊西尼亞瓦區)
49°34′30″N 27°33′4″E / 49.57500°N 27.55111°E
伊萬基夫齊（烏克蘭語：Іванківці）是位於烏克蘭西部的村莊，由赫梅利尼茨基州裡赫梅利尼茨基區的舊西尼亞瓦市鎮負責管轄。該村始建於1647年，面積1.79平方公里，海拔高度302米，2001年人口503，人口密度每平方公里281人。